# Michele Cervellini
Michele Cervellini (14 aprile 1988) è un calciatore sammarinese, centrocampista del Domagnano.

## Carriera

### Club
Cervellini ha militato nel campionato sammarinese con il Pennarossa.

### Nazionale
Conta 35 presenze con la nazionale sammarinese.

## Palmarès

### Club
- Coppa Titano: 2

Juvenes/Dogana: 2008-2009, 2010-2011

### Individuale
- Premio Golden Boy: 1

2011